# Coleman Hawkins with the Red Garland Trio
Coleman Hawkins with the Red Garland Trio (також відомий як Swingville) — студійний альбом американського саксофоніста Коулмена Гокінса з піаністом Редом Гарлендом, випущений у 1959 році лейблом Swingville Records.

## Про альбом
На одній з найкращих своїх сесій на лейблі Prestige (альбом вийшов на дочірньому Swingville) Коулмен Гокінс грає з сучасною на той час ритм-секцією велику кількість оригінальних композицій, серед яких балада «I Want to Be Loved» і «It's a Blues World». Тривала «Bean's Blues» є кульмінацією цієї в цілому спокійної сесії.

## Список композицій
1. «It's a Blue World» (Чет Форест, Роберт Райт) — 7:59
2. «I Want to Be Loved» (Саванна Черчілль) — 5:54
3. «Red Beans» (Ред Гарленд) — 4:14
4. «Bean's Blues» (Коулмен Гокінс) — 11:54
5. «Blues for Ron» (Дуг Воткінс) — 6:14

## Учасники запису
- Коулмен Гокінс — тенор-саксофон
- Ред Гарленд — фортепіано
- Дуг Воткінс — контрабас
- Спекс Райт — ударні

Технічний персонал
- Есмонд Едвардс — продюсер
- Руді Ван Гелдер — інженер звукозапису
- Боб Снід — текст до платівки